# أنور حسين
أنور حسين هو منتج أفلام وممثل هندي (وحمل سابقاً جنسية الراج البريطاني)، ولد في 1925 في الهند، وتوفي بنفس المكان في 1988.

## وصلات خارجية
- أنور حسين على موقع IMDb (الإنجليزية)
- أنور حسين على موقع قاعدة بيانات الفيلم (الإنجليزية)